# Nuestro Amor
 (février 2024).
Si vous disposez d'ouvrages ou d'articles de référence ou si vous connaissez des sites web de qualité traitant du thème abordé ici, merci de compléter l'article en donnant les références utiles à sa vérifiabilité et en les liant à la section « Notes et références ».
Nuestro Amor est le 2e album du groupe mexicain RBD, sorti en 2005.

## Titres
| No  | Titre                                                             | Durée |
| --- | ----------------------------------------------------------------- | ----- |
| 1.  | Nuestro Amor                                                      |       |
| 2.  | Me Voy                                                            |       |
| 3.  | Feliz Compleãnos (existe en version portugaise Feliz Aniversario) |       |
| 4.  | Este Corazon                                                      |       |
| 5.  | Asi Soy Yo                                                        |       |
| 6.  | Aùn Hay Algo                                                      |       |
| 7.  | A Tu Lado                                                         |       |
| 8.  | Fuera                                                             |       |
| 9.  | Que Fue Del Amor                                                  |       |
| 10. | Que Hay Detras                                                    |       |
| 11. | Tras De Mi                                                        |       |
| 12. | Solo Para Ti                                                      |       |
| 13. | Una Cancion                                                       |       |
| 14. | Liso, Sensual                                                     |       |